# Dolgoun
Der Dolgoun (russisch Долгоун) ist ein etwa 118 km langer linker Nebenfluss des Tschet in den Oblasten Kemerowo und Tomsk in Sibirien im asiatischen Teil Russlands.

## Verlauf
Der Dolgoun entspringt 55 km nordöstlich von Mariinsk nördlich des Kusnezker Alatau im Südosten des Westsibirischen Tieflands auf einer Höhe von etwa 200 m. Er durchfließt eine Taiga-Landschaft in überwiegend nordnordwestlicher Richtung. Etwa auf halber Strecke passiert der Fluss den weiter westlich gelegenen Weiler Stoljarowka. Der Dolgoun mündet schließlich auf einer Höhe von etwa 122 m in den nach Westen strömenden Tschet.
Der Dolgoun entwässert ein 1790 km² großes spärlich besiedeltes Gebiet. Er weist über seine gesamte Länge ein stark mäandrierendes Verhalten auf.
Der Fluss wird hauptsächlich von der Schneeschmelze gespeist. Im Mai kommt es deshalb häufig zu Hochwasser. Ende Oktober / Anfang November gefriert die Flussoberfläche. Bis Ende April / Anfang Mai bleibt der Fluss gewöhnlich eisbedeckt.